# Limonia borealis
Limonia borealis là một loài ruồi trong họ Limoniidae. Chúng phân bố ở miền Tân bắc.